# Championnat de Suisse de hockey sur glace 1965-1966
Saison précédente Saison suivante
La saison 1965-1966 est la 57e saison du championnat de Suisse de hockey sur glace.
La Ligue introduit pour la première fois une phase préliminaire avec match aller-retours, suivie d'une phase finale avec les quatre équipes de tête du classement se rencontrant en matchs aller-retours pour déterminer le champion de Suisse.

## Ligue nationale A

### Première phase
| Clt   | Équipe                  | PJ | V  | D  | N | BP | BC | Diff | Pts |
| ----- | ----------------------- | -- | -- | -- | - | -- | -- | ---- | --- |
| +001, | Genève-Servette HC      | 18 | 11 | 3  | 4 | 83 | 52 | +31  | 26  |
| +002, | Grasshopper Club Zurich | 18 | 11 | 4  | 3 | 68 | 46 | +22  | 25  |
| +003, | HC Viège                | 18 | 10 | 5  | 3 | 72 | 53 | +19  | 23  |
| +004, | Zürcher SC              | 18 | 10 | 6  | 2 | 74 | 69 | +5   | 22  |
| +005, | SC Langnau              | 18 | 7  | 7  | 4 | 57 | 53 | +4   | 18  |
| +006, | CP Berne                | 18 | 7  | 9  | 2 | 58 | 61 | -3   | 16  |
| +007, | EHC Kloten              | 18 | 7  | 9  | 2 | 69 | 75 | -6   | 16  |
| +008, | HC La Chaux-de-Fonds    | 18 | 6  | 10 | 2 | 63 | 70 | -7   | 14  |
| +009, | HC Davos                | 18 | 6  | 10 | 2 | 50 | 72 | -22  | 14  |
| +010, | Villars HC              | 18 | 1  | 13 | 4 | 50 | 93 | -43  | 6   |

- Qualifié pour la poule finale
- Relégué en LNB

 : Tenant du titre

### Poule finale
| Clt   | Équipe                  | PJ | V | D | N | BP | BC | Diff | Pts |
| ----- | ----------------------- | -- | - | - | - | -- | -- | ---- | --- |
| +001, | Grasshopper Club Zurich | 6  | 3 | 1 | 2 | 17 | 20 | -3   | 7   |
| +002, | Genève-Servette HC      | 6  | 3 | 0 | 3 | 25 | 22 | +3   | 6   |
| +003, | HC Viège                | 6  | 2 | 2 | 2 | 22 | 22 | 0    | 6   |
| +004, | Zürcher SC              | 6  | 1 | 2 | 3 | 21 | 21 | 0    | 3   |

- Champion de Suisse

GC est champion de Suisse pour la première fois de son histoire.

### Composition du Grasshopper Club Zurich
- Entraîneur :  Robertson
- Joueurs : Meier, Spielmann, Secchi, Müller, Schurr, Marti, Berry, Weber, Keller, Moos, Heiniger, Hafner, Naef et Thoma.